# تونگی کوسانس
تونگی کوسانس (فرانسوی: Tanguy Cosyns‎؛ زادهٔ ۲۹ ژوئن ۱۹۹۱) بازیکن هاکی روی چمن اهل بلژیک است.